# Istiaía
Istiaía (Istiaia, Istiea) är en kommunhuvudort i Grekland.   Den ligger i prefekturen Nomós Evvoías och regionen Grekiska fastlandet, i den centrala delen av landet, 120 km norr om huvudstaden Aten. Istiaía ligger 47 meter över havet och antalet invånare är 4 339. Den ligger på ön Euboia.
Terrängen runt Istiaía är kuperad åt sydost, men åt nordväst är den platt.Runt Istiaía är det ganska glesbefolkat, med 40 invånare per kvadratkilometer. Istiaía är det största samhället i trakten. I omgivningarna runt Istiaía växer i huvudsak blandskog.